# Nomocano dos Quatorze Títulos
O Nomocano dos Quarenta Títulos (em latim: Nomocanon 14 titulorum) é um compilação de leis seculares e regulamentações eclesiásticas (nomocano) possivelmente criada durante o reinado do imperador Heráclio (r. 610–641) pelo anônimo Enantiófanes, que integrou nele partes da Coleção Tripartida (Collectio Tripartita) e outros textos que remontam ao Código de Justiniano. De sua versão do século IX, foi traduzido para o eslavônico.
De início o Nomocano dos Quarenta Títulos somente fez referência aos cânones, que eram exibidos numa seção que seguia-o, em ordem cronológica. Mais tarde, porém, os textos completos foram por vezes incorporados ao Nomocano. Num segundo prólogo, composto por Fócio em 882/883, afirma-se que os cânones que haviam sido emitidos nesse intervalo seriam levados em conta; muitos deles foram incorporados na reformulação. Num terceiro, composto por um certo Teodoro Bestes em 1089/1090, foram incorporados textos do direito secular das Basílicas e outras fontes, que até então só eram parcialmente mencionadas.
Teodoro Bálsamo, possivelmente em 1077 ou nos anos seguintes, compôs um comentário, introduzido por um quarto prólogo e estruturalmente similar ao Nomocano, no qual abordou a questão acerca da incorporação dos textos de lei das Basílicas no Nomocano. Além dele, atribuiu-se a Gregório Doxoprates, um autor da primeira metade do século XII, uma epítome sobre o Nomocano.